# Siamoconus
Siamoconus — рід наземних черевоногих молюсків родини Euconulidae. Запропонований у 2023 році, ґрунтуючись на порівняльних дослідженнях особливостей раковини, зовнішньої морфології тварин, радули, геніталій і сперматофорних структур, а також молекулярної філогенії.

## Поширення
Всі види обмежені вапняковими районами на півночі та північному сході Таїланду.

## Види
Відомо чотири види, всі описані у 2023 році:
- Siamoconus boreas (Pholyota, Panha, Sutcharit, Jirapatrasilp, Seesamut, Liew & Tongkerd, 2023)
- Siamoconus coleus (Pholyota, Panha, Sutcharit, Jirapatrasilp, Seesamut, Liew & Tongkerd, 2023)
- Siamoconus destitutus (Pholyota, Panha, Sutcharit, Jirapatrasilp, Seesamut, Liew & Tongkerd, 2023)
- Siamoconus geotrochoides (Pholyota, Panha, Sutcharit, Jirapatrasilp, Seesamut, Liew & Tongkerd, 2023)